# 深圳赤湾石油基地股份
深圳赤湾石油基地股份有限公司（深交所除牌前：200053，简称：深基地B）是中国的一间曾在深圳证券交易所上市的公司，成立于1990年7月19日，业务范围包括：港口装卸运输，货物加工处理，散货灌包，件货包装，货物仓储，货物运输，代理货物转运，水陆联运，租车租船业务，赤湾港区进出口各类货物的保税仓储。
公司总部位于深圳市赤湾石油大厦8楼，法人代表为郑少平。